# 猶他州第三國會選區
猶他州第三國會選區（英語：Third Congressional District of Utah）是美国犹他州四個國會選區之一，成立於1983年，目前包括該州東南部地區。
該區大部份時間由共和黨控制。目前當區眾議員共和黨的匡希恆。